# Touffréville
Touffréville är en kommun i departementet Calvados i regionen Normandie i norra Frankrike. Kommunen ligger i kantonen Troarn som ligger i arrondissementet Caen. År 2022 hade Touffréville 391 invånare.

## Befolkningsutveckling
Antalet invånare i kommunen Touffréville
Referens:INSEE